# Грисен, Эдмунд
Эдмунд Грисен (англ. Edmund William Greacen; 1876—1949) — американский художник-импрессионист, создавший за свою художественную карьеру множество работ маслом на холсте и доске. Также занимался педагогической деятельностью в созданной им в Нью-Йорке Grand Central School of Art.

## Биография
Родился в 1876 году в Нью-Йорке, сын Томаса Грисена и Изабеллы Уиггинс (англ. Thomas Edmund Greacen and Isabella Wiggins). Его отец приехал в США из Шотландии в 1868 году, и создал здесь собственный обувной бизнес. Благодаря успешному ведению дел, семья жила в доме, который ныне известен как Рокфеллеровский центр. Летом родители и дети проводили на ферме в округе Салливан, штат Нью-Йорк.
Получив степень бакалавра в Нью-Йоркском университете, Эдмунд был отправлен отцом в длительное плавание, чтобы отвлечь его от проходящей Испано-американской войны. После возвращения продолжил карьеру художника и в 1899 году поступил в Лигу студентов-художников Нью-Йорка, а также посещал занятия в New York School of Art (ныне Parsons School of Design), где учился у Уильяма Чейза. Во время учёбы познакомился с Ethol Booth из Нью-Хейвена, штат Коннектикут, которая обучалась искусству в рядом расположенной школе Miss Morgan’s Art School. Они поженились в 1904 году.
В 1905 году вместе с женой и другими учениками классов Чейза путешествовали по Испании. Затем парочка отправилась на учёбу в Нидерланды, Бельгию и Англию. В это время Этол была основной моделью мужа в его работах на пленэре. Затем они поехали во Францию, где в 1906 году в Париже у них родился сын Эдмунд Уильям-младший. Летом 1907 года семья арендовала дом в Живерни, недалеко поместья дома Клода Моне. В Живерни у Грисенов родилась в 1908 году дочь Нан.
Семья вернулась в Соединенные Штаты в 1910 году и до 1917 года Эдмунд работал в собственной студии в Нью-Йорке. Он начал выставлять свои работы, стал членом нью-йоркского клуба National Arts Club и начал работать в Manhattan School of Art. Работая на Манхэттене, он также стал членом художественной колонии в Олд-Лайм, штат Коннектикут, где создал многочисленные пейзажи. Во время Первой мировой войны в течение шести месяцев служил в армии, но был демобилизован по возрасту. Вернулся в Нью-Йорк, где продолжил жить и работать. В 1920 году был избран в Национальную академию дизайна в качестве ассоциированного члена; действительным академиком стал в 1935 году.
В 1922 году получил приз Samuel T. Shaw Prize от Salmagundi Club на выставке в галерее Macbeth Gallery. В том же году, вместе с Джоном Сарджентом и Уолтером Кларком, создал ассоциацию Painters and Sculptors Gallery Association, продолжением которой стали галерея Grand Central Art Galleries и школа Grand Central School of Art, в которой Эдмунд Грисен стал директором. В школе проработал последующие 20 лет.
Вскоре после нескольких сердечных приступов и ухудшения здоровья, Грисен с женой переехали во Флориду. Но через несколько лет они вернулись в Нью-Йорк.
Умер художник в 1949 году в городе Уайт-Плейнс, штат Нью-Йорк.